# AIA Group
AIA Group Limited, відома як AIA, є найбільшою в Азії компанією страхування життя. AIA пропонує страхові та фінансові послуги, страхування життя для фізичних осіб та підприємств, а також страхування від нещасних випадків та медичного страхування, планування пенсій та послуги з управління статками.
Штаб-квартира AIA розташована в Гонконзі, присутня на 18 ринках Азійсько-Тихоокеанського регіону, а дочірні компанії та філії функціонують у Гонконгу, Таїланді, Сінгапурі, Малайзії, Китаї, Південній Кореї, Філіппінах, Австралії, Індонезії, Тайвані, В'єтнамі, Новій Зеландії, Макао, Брунеї, Камбоджі, Шрі-Ланці, М'янмі та 49% спільного підприємства в Індії. Станом на 2013 рік AIA має ексклюзивну банківську угоду з Citibank, яка охоплює 11 ринків AIA в Азійсько-Тихоокеанському регіоні.
У серпні 2013 року AIA стала офіційним партнером футбольного клубу Прем'єр-ліги Тоттенхем Готспур. Контракт AIA з "Тоттенгемом" був продовжений у травні 2017 року до кінця сезону Прем'єр-ліги 2021/22, а потім у липні 2019 року до кінця сезону 2026/27.

## Історія
19 грудня 1919 р., американець Корнеліус Вандер Старр заснував компанію у Шанхаї(Китай), відому тоді як "Азійська страхова компанія" (пізніше "American International Underwriters"). З часом Стар розширив свій бізнес по всьому світу. 21 січня 1939 року Старр перемістив штаб-квартиру з Шанхаю в Нью-Йорк після вторгнення Японії в Китай, 5 квітня 1949 року, з комуністичним захопленням материкового Китаю, Азійська AIA стала дочірньою компанією American International Group (AIG), що базується в Нью-Йорку.
У 2009 році AIG сильно постраждала від світової фінансової кризи і була реструктуризована. 4 грудня 2009 року AIG продала привілейовані пакети акцій двом новоствореним дочірнім міжнародним страхових компаніях, American International Assurance Company, Limited (AIA) та American Insurance Insurance Company (ALICO), до Федерального резервного банку Нью-Йорка, щоб зменшити борг на 25 мільярдів доларів. З її азійських активів була сформована AIA Group зі штаб-квартирою в Гонконзі.
7 жовтня 2012 року AIA придбала дочірні компанії ING в Малайзії на 1,73 млрд доларів.
21 грудня 2012 року AIG продала всі свої 13,69% акцій AIA.
У листопаді 2019 року було завершено купівлю страхового бізнесу австралійського Commonwealth Bank.

## Зовнішні посилання
https://www.aia.com/en/index.html [Архівовано 23 липня 2020 у Wayback Machine.]
1. ↑  https://www.hkex.com.hk/eng/invest/company/profile_page_e.asp?WidCoID=1299&WidCoAbbName=&Month=&langcode=e